# 圣布里厄—勒莱盖铁路
圣布里厄－勒莱盖铁路（法語：Ligne de Saint-Brieuc au Légué）是法国布列塔尼半岛南部的一条铁路，起点为圣布里厄站，与巴黎－布雷斯特铁路相连；终点为勒莱盖站，靠近大西洋港口，全长6公里。该铁路建于19世纪中期，在法国铁路系统中的编号为445000，已于2008年全线关闭。

## 历史
圣布里厄－勒莱盖铁路修建计划于19世纪中后期被提出，由西部铁路公司负责建设，1872年全线建成通车。1909年被国有铁路公司收购，1938年起成为法国国营铁路公司的一部分。2008年，该铁路全线关闭。

## 路线
圣布里厄－勒莱盖铁路由圣布里厄站向东引出，呈反“C”字形，最终到达勒莱盖街区。

## 车站列表
| 圣布里厄－勒莱盖铁路车站列表                                                        |         | |              |            |
| 车站                                                                                | 公里数* | 交汇路线 | 本线停靠车种 | 可换乘交通 |
| Saint-Brieuc 圣布里厄站                                                             | 474.570 | 巴黎－布雷斯特铁路（布雷斯特方向）↑ 圣布里厄－蓬蒂维铁路（勒莱盖方向）↖ 巴黎－布雷斯特铁路（巴黎/雷恩方向）↙ | TGV BREIZHGO | TUB        |
| Cesson 瑟松站                                                                       | 479.400 | |              |            |
| Le Légué 勒莱盖站                                                                   | 480.654 | |              |            |
| *注：零公里起点为巴黎蒙帕纳斯站；划线车站为已关闭车站；灰色部分表示其所在线路已关闭 |         | |              |            |